# スピリット・オブ・エクスタシー

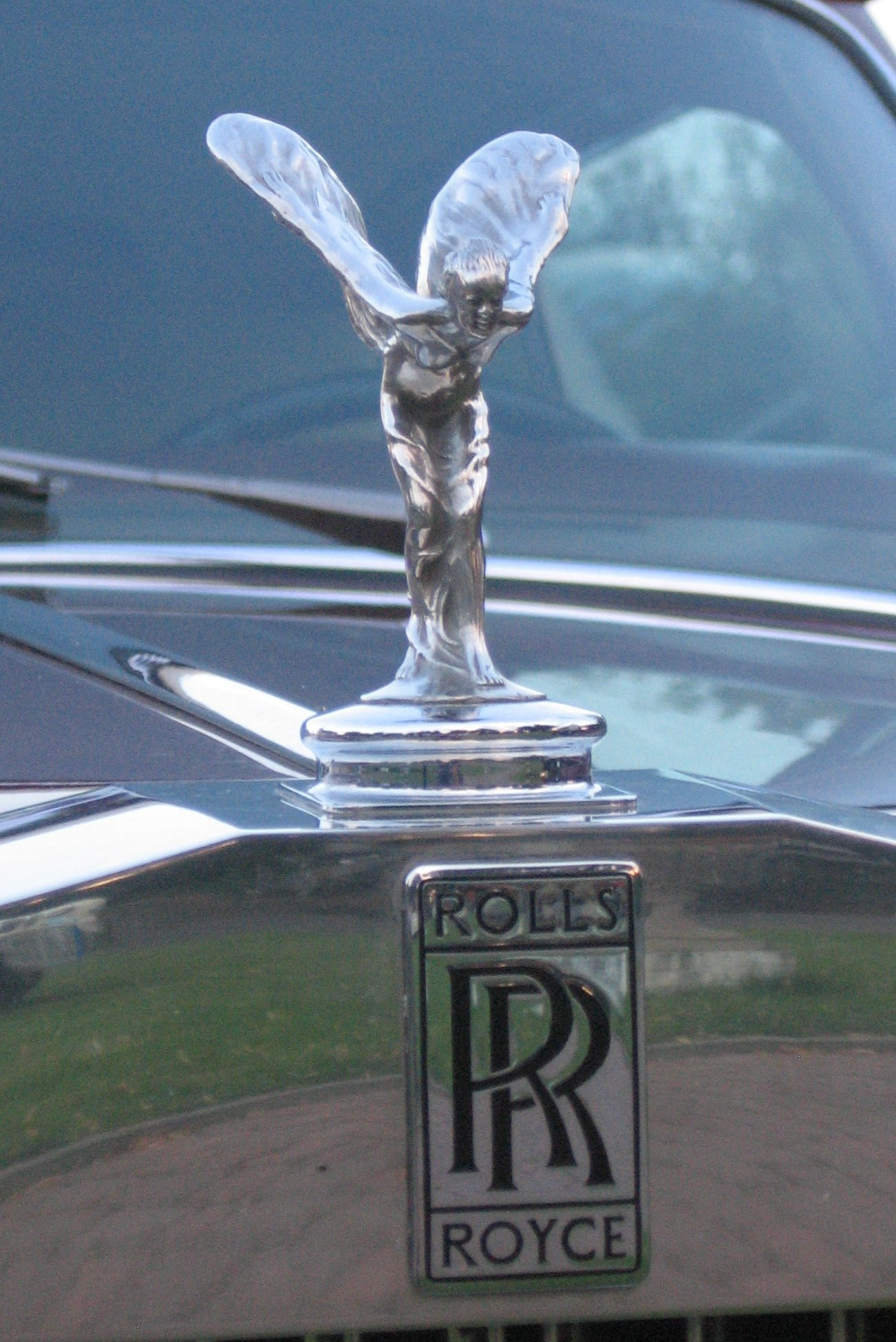
ロールス・ロイス
スピリット・オブ・エクスタシー

スピリット・オブ・エクスタシー（The spirit of Ecstasy ）はロールス・ロイスの公式マスコットである。一般には「フライング・レディ」とも呼ばれる。

## 概要
1910年頃自動車雑誌「The Car」の編集者であったジョン・ダグラス・スコット・モンタギュー男爵（John Douglas-Scott-Montagu, 2nd Baron Montagu of Beaulieu ）が自分のロールス・ロイス・シルヴァーゴーストの高性能にふさわしいマスコットを装着しようと考え、友人の彫刻家チャールズ・ロビンソン・サイクス（Charles Robinson Sykes ）に製作を依頼した。サイクスは過去に手がけていた『シルバー・ファンシー』という作品を元にイメージを膨らませ、モンタギューの秘書もしくはモンタギューの父の秘書であったエレノア・ヴェラスコ・ソーントン（Eleanor Velasco Thornton ）をモデルとし、ニーケーに似た女性のマスコットを完成させ、『スピリット・オブ・エクスタシー』と名付けた。その後モンタギューとクロード・ジョンソンの話し合いの結果、1911年もしくは1912年からロールス・ロイスの正式なマスコットとなった。